# Paul O’Neill (zenész)
Paul O'Neill (New York, 1956. február 23. – 2017. április 5.) amerikai producer, zeneszerző, aki a Trans-Siberian Orchestra és a Savatage együttesek révén vált ismertté, mint producer és társszerző. A Savatage-zsal az 1987-ben megjelent Hall of the Mountain King albumon dolgozott először. Személye döntő befolyással volt az együttes későbbi lemezeire, mely révén a korábbiaknál progresszívebb/szimfonikusabb megközelítésű albumokat készítettek. Jon Oliva, Al Pitrelli és Robert Kinkel társaságában 1993-ban megalapította a Trans-Siberian Orchestra zenekart, mely a Savatage epikus-monumentális oldalának továbbgondolásaként is értelmezhető. A formáció tagjaként eddig öt sikeres lemezt készített.

## Életpályája
Paul O'Neill gitárosként kezdte pályafutását. Középiskolás korában számtalan zenekarban megfordult, és koncertezett New York-i klubokban. Az 1970-es évek közepén csatlakozott egy "Slowburn" nevű progresszív rock formációhoz, mely dolgozott a Jimi Hendrixhez köthető Electric Ladyland Stúdióban is. Itt találkozott Dave Wittman hangmérnökkel, aki inspiráló hatással volt produceri pályájára. 20 évesen a Jézus Krisztus szupersztár és a Hair musicalek turnézó változatainak gitárosaként szerzett nevet magának. Ezt követően a Leber-Krebs Inc. menedzsmenthez szegődött, pontosabban David Krebs menedzser személyes asszisztenseként dolgozott. A Leber-Krebs társaság olyan együttesek sikereit alapozta meg, mint az AC/DC, Aerosmith, Def Leppard, Scorpions, Ted Nugent, Michael Bolton vagy a New York Dolls. Az 1980-as években Japánba bonyolított le turnékat Sting és Madonna számára, továbbá rockfesztiválokra juttatott be olyan előadókat, mint a Foreigner, Bon Jovi, Whitesnake és Dio.
1986-ban David Krebs arra bátorította, hogy szerző és producerként is dolgozzon. Így producerkedett az Aerosmith Classics Live I and II koncertlemezein. Ezt követően a Savatage együttessel dolgozott, az 1987-ben megjelent Hall of the Mountain King albumukon. O'Neill nemcsak producerkedett, de a zeneszerzésbe is beleszólt, mely révén szimfonikus elemek, összetettebb dalszerkezetek jellemezték az együttest. A pozitív fogadtatásban részesült albumot 1989-ben követte a hasonló szellemben fogant, még több komolyzenei hatásról árulkodó Gutter Ballet. A következő albumokba Paul O'Neillnek minél több beleszólása lett, mely révén nagyszabású progos konceptlemezeket készítettek. Az 1991-es Streets: A Rock Opera történetének alapját Paul O'Neill 1979-ben írt könyve szolgáltatta.
A 2001-ben megjelent, utolsó Poets and Madmen albumig minden Savatage lemezen közreműködött producer és dalszerzőként. Ezenkívül producerkedett az amerikai Badlands hard rock együttes 1989-es debütáló albumán is.
A Savatage Dead Winter Dead albumán szereplő Christmas Eve (Sarajevo 12/24) dal sikere arra késztette, hogy alapítson egy új zenekart. Így Jon Oliva, Al Pitrelli és Robert Kinkel társaságában sikerre vitte a Trans-Siberian Orchestra zenekart. Az együttes a Savatage által már lefektetett, nagyszabású, szimfonikus metal vonalat folytatja, jóval nagyobb sikerrel. Az eddig öt nagylemezt kiadott együttes (Christmas Eve and Other Stories, The Christmas Attic, Beethoven's Last Night, The Lost Christmas Eve, Night Castle) a Lava/Atlantic utóbbi éveinek egyik legjövedelmezőbb formációja lett. A katolikus Paul O'Neill fő dalszerzőként, szövegíróként, és producerként is közreműködött a formációban.

## Savatage-al készült munkái
- Hall of the Mountain King (1987)
- Gutter Ballet (1989)
- Streets: A Rock Opera (1991)
- Edge of Thorns (1993)
- Handful of Rain (1994)
- Dead Winter Dead (1995)
- The Wake of Magellan (1998)
- Poets and Madmen (2001)

## Trans-Siberian Orchestra-val készült munkái
- Christmas Eve and Other Stories (1996)
- The Christmas Attic (1998)
- Beethoven's Last Night (2000)
- The Lost Christmas Eve (2004)
- Night Castle (2009)